# Foresteria
Una foresteria è l'insieme dei locali adibiti all'alloggio di persone di passaggio o che devono temporaneamente dimorare in un certo luogo. Dal concetto, se ne è desunta poi una tipologia di contratto d'affitto detto "a uso foresteria" o più propriamente "contratto di locazione di natura transitoria". Questo tipo di affitto si realizza quando il proprietario di un immobile non lo usa per sé stesso, ma ne concede l'utilizzo a terze persone per loro dimora temporanea. 

## Etimologia
Il termine deriva dal latino "foris", che significa "fuori", cioè proveniente da un altro territorio; da qui il latino volgare che l'ha modificato in "foristarius", forestiero, straniero.

## Tipologie

### Foresteria conventuale
La foresteria è uno degli ambienti di solito presenti nei conventi. In particolare era dedicato all'alloggio e alla permanenza degli ospiti, detti forestieri appunto, che potevano essere sia ospiti, sia persone di passaggio (pellegrini, viaggiatori, viandanti). Se accoglieva persone povere o bisognose in genere si parla di Spedale, Ospedale o Ospitale. La zona riservata ai monaci o alle monache era invece quella delle celle chiuse, cioè la clausura, a chi non appartiene alla comunità.

### Foresteria in casa di riposo
In qualche casa di riposo vi è uno spazio riservato a una assistenza temporanea (ovvero foresteria) per gli anziani, chiamata anche modulo sollievo.

### Foresteria in circoli sociali
Camere da letto a disposizione dei soci del circolo.